# Llano Grande, Chignahuapan
Llano Grande är en ort i Mexiko.   Den ligger i kommunen Chignahuapan och delstaten Puebla, i den sydöstra delen av landet, 110 km öster om huvudstaden Mexico City. Llano Grande ligger 2 691 meter över havet och antalet invånare är 485.
Terrängen runt Llano Grande är kuperad. Runt Llano Grande är det ganska tätbefolkat, med 56 invånare per kvadratkilometer. Närmaste större samhälle är Tlaxco, 12,2 km söder om Llano Grande. I omgivningarna runt Llano Grande växer i huvudsak blandskog.